# Colin Higgins
Colin Higgins (Numea, 28 luglio 1941 – Beverly Hills, 5 agosto 1988) è stato un regista, sceneggiatore, attore e produttore cinematografico australiano naturalizzato statunitense.

## Biografia
Nato in Nuova Caledonia da padre statunitense e madre australiana, vive a Sydney da 1945 al 1957. Successivamente si trasferisce in California per studio, ma ben presto si sposta a New York con la volontà di recitare, ma finendo per arruolarsi nell'esercito. Dimesso nel 1965, ha trascorso circa sei mesi in Europa, soprattutto a Parigi. 
Dopo gli studi di sceneggiatura alla UCLA, ha realizzato alcuni cortometraggi. Negli anni settanta del XX secolo ha lavorato sia a Parigi che a Los Angeles soprattutto come sceneggiatore. 
Nel 1976 ha scritto la sceneggiatura di Wagon-lits con omicidi, film di successo diretto da Arthur Hiller. Nel 1979 ha ricevuto la candidatura ai Golden Globe 1979 nella categoria migliore sceneggiatura per Gioco sleale. Negli anni ottanta ha continuato a intraprendere anche la carriera di regista. Apertamente omosessuale, nel 1986 ha fondato un'organizzazione umanitaria. 
È deceduto all'età di 47 anni a causa dell'AIDS nell'agosto 1988.

## Filmografia

### Regista e sceneggiatore
- Gioco sleale (Foul Play) (1978)
- Dalle 9 alle 5... orario continuato (Nine to Five) (1980)
- Il più bel casino del Texas (The Best Little Whorehouse in Texas) (1982)

### Sceneggiatore
- Harold e Maude (Harold and Maude), regia di Hal Ashby (1971)
- Wagon-lits con omicidi (Silver Streak), regia di Arthur Hiller (1976)